# Österrikes Grand Prix 1980
Österrikes Grand Prix 1980 var det tionde av 14 lopp ingående i formel 1-VM 1980.  

## Resultat
1. Jean-Pierre Jabouille, Renault, 9 poäng
2. Alan Jones, Williams-Ford, 6
3. Carlos Reutemann, Williams-Ford, 4
4. Jacques Laffite, Ligier-Ford, 3
5. Nelson Piquet, Brabham-Ford, 2
6. Elio de Angelis, Lotus-Ford, 1
7. Alain Prost, McLaren-Ford
8. Gilles Villeneuve, Ferrari
9. René Arnoux, Renault
10. Hector Rebaque, Brabham-Ford
11. Emerson Fittipaldi, Fittipaldi-Ford
12. Marc Surer, ATS-Ford
13. Jody Scheckter, Ferrari
14. Riccardo Patrese, Arrows-Ford
15. Rupert Keegan, RAM (Williams-Ford)
16. Keke Rosberg, Fittipaldi-Ford

### Förare som bröt loppet
- Nigel Mansell, Lotus-Ford (varv 40, motor)
- John Watson, McLaren-Ford (34, motor)
- Bruno Giacomelli, Alfa Romeo (28, hjul)
- Didier Pironi, Ligier-Ford (25, hantering)
- Jean-Pierre Jarier, Tyrrell-Ford (25, elsystem)
- Eddie Cheever, Osella-Ford (23, hjullager)
- Derek Daly, Tyrrell-Ford (12, bromsar)
- Mario Andretti, Lotus-Ford (6, motor)

### Förare som ej kvalificerade sig
- Jan Lammers, Ensign-Ford
- Jochen Mass, Arrows-Ford